# Cølibat
Cølibat betyder kønslig afholdenhed. Ordet stammer fra latin caelibatus (= ugift stand) af latin caelebs (= ugift) fra protoindoeuropæisk *kaiwelo- (= alene) og lib(h)s- (= levende).
I den vestlige verden er begrebet mest kendt og udbredt i Den katolske kirke, hvor alle præster efter 1074 skulle leve i cølibat, ligesom det gælder for klosterviede. For præster er det blevet modereret til, at de kan have familie, hvis de var gift, inden de er blevet diakonviet. Dette krav var én af de anstødsstene, der satte reformationen i gang.
I Østen har cølibatet været en del af munkeordener i bl.a. buddhismen og hinduismen.
Både Den katolske kirke og i de orientalske religioner fremhæver, at ideen med cølibat er sublimering af seksualenergien – dvs. ved afholdenhed kan fokus rettes mod religionen.

## Cølibat hos katolsk gejstlighed
I 200- og 300-tallet var gifte præster det mest almindelige. Men i de romerske provinser Africa, Egypten og Syrien var man begyndt at vælge biskopper og præster fra asketernes rækker, og de levede i cølibat. Tertullian og Origenes talte for det ønskelige med afholdende gejstlige: (1) Præsten som et "eskatologisk tegn", når han med sin livsførelse viste til den paradisiske tilstand, en tilstand fri for concupiscentia; (2) præsten kan derved vie sig "udelt og helt" mod Herren og (3) dermed være "mere effektiv" i sin tjeneste. (4) Der anførtes også et argument om "rituel renhed": Den præstelige munus sanctificandi skulle helst udøves af en mand, som var rituelt ren, og seksuelt samvær var en af flere ting (som menstruationsblod), der blev anset som uforenligt med rituel renhed. I 742 erklærede pave Zakarias, at biskopper og præster, der levede i utroskab eller havde mere end én kone, ikke måtte udføre religiøse ritualer. I 1000-tallet gik gregorianske reformatorer i spidsen for en organiseret kampagne mod gejstlige ægteskaber. Det var pave Gregor 7. (1073-1085), som fik gennemført cølibatet. Han forklarede ved synoden i Rom i 1074, at den, der ønsker et åndeligt embede, må forpligte sig til at leve i cølibat; men da biskoppen i Paris beordrede sine præster til at forlade kone og børn, jagede de ham ud af katedralen. I 1077 rapporterede pave Gregor, at præsteskabet i Cambrai have pågrebet en tilhænger af præsteligt cølibat og brændt ham levende. Det kom også til voldelige optøjer i England, Tyskland og Italien i den anledning.